# 拳骨 (1914年の映画)
『拳骨』（げんこつ、英語: The Exploits of Elaine, 「エレインの英雄的行為」の意）は、1914年（大正3年）製作・公開、ワートン製作、パテ・エクスチェインジ配給によるアメリカ合衆国のサイレント映画、シリアル・フィルムである。日本での別題『エレーヌの勲功』（エレーヌのくんこう）。本作の続篇が The New Exploits of Elaine 、続々篇が The Romance of Elaine として製作されたが、日本ではそれぞれの第1話を『拳骨 第十五篇 圧搾瓦斯』、『拳骨 第廿五篇』として、連続的に封切った。

## 略歴・概要
1914年、フランスの映画会社パテ・フレール（現在のパテ）がパール・ホワイトを主演にアメリカで製作、同年3月31日にエクレクティック・フィルム・カンパニーが配給・公開したシリアル『ポーリンの危難』 に引き続き、パール・ホワイトを主演にレオポルド・ワートン、シオドア・ワートンのワートン兄弟が製作したシリアルである。本作は、エクレクティック・フィルム・カンパニーが配給し、同年12月29日に公開が始まるが、翌1915年（大正4年）の初めにパテ・エクスチェインジがエクレクティック・フィルムを吸収合併したため、それ以降はパテ・エクスチェインジが配給している。本作は好評となり、続篇・続々篇が製作・公開された。
日本では、1916年（大正5年）3月、天然色活動写真（天活）が配給して、本作の第1篇『拳骨 第一篇 酸化薬の一種』が東京・浅草公園六区の帝国館で封切られるが、この時点でパール・ホワイト主演の前作シリアル『ポーリンの危難』は公開されていない。本作の続篇・続々篇は、現代はそれぞれ異なるが、日本では引き続き『拳骨』として公開されている。これらの次に『ポーリンの危難』が同年10月14日、最初『遺産』のタイトルで公開されたが、日本ではさほどのヒットとはならなかった。筈見恒夫は本作をユニヴァーサル・シリアルの『マスター・キイ』、『名金』と並ぶ「スケールも大きく、当時の連続映画の代表作」として挙げている。
現在、本作の原版は散逸し現存しないが、第8-10篇の3篇を含む上映用プリントが現存している。1994年（平成6年）、アメリカ国立フィルム登録簿に登録されている作品である。

## スタッフ・作品データ
- 製作 : レオポルド・ワートン （Leopold Wharton）、シオドア・ワートン （Theodore Wharton）
- 監督 : ルイ・ガスニエ（Louis J. Gasnier）、ジョージ・B・サイツ （George B. Seitz）、レオポルド・ワートン
- 原作 : アーサー・B・リーヴ （Arthur B. Reeve）
- 脚本 : チャールズ・W・ゴダード （Charles Goddard）、ジョージ・B・サイツ
- 撮影 : アーチャー・チャドウィック （Archer Chadwick [8]）

- 上映時間（巻数） : 約280分（2巻もの全14話 各話約20分、全28巻[2]）
- フォーマット : 白黒映画 - スタンダードサイズ（1.37:1） - サイレント映画
- 日本初回興行 : 浅草・帝国館

## キャスト
クレジット順
- パール・ホワイト （Pearl White） - Elaine Dodge
- アーノルド・デイリー （Arnold Daly [9]） - Detective Craig Kennedy
- クレイトン・ヘイル （Creighton Hale） - Walter Jameson（第1-2話、第3話、第6話）
- レイモンド・オーウェンズ （Raymond Owens [10]） - Walter Jameson（第4-14話）
- シェルドン・ルイス （Sheldon Lewis） - Perry Bennett / The Clutching Hand
- エドウィン・アーデン （Edwin Arden [11]） - Wu Fang
- リロイ・ベイカー （Leroy Baker [12]） - The Butler
- ベッシー・ワートン （Bessie Wharton [13]） - Aunt Josephine, Mrs. Dodge
- ウィリアム・ライリー・ハッチ （ライリー・ハッチ、Riley Hatch） - President Dodge
- ロビン・H・タウンレイ （Robin H. Townley [14]） - Limpy Red
- フロイド・バックレイ （Floyd Buckley [15]） - Michael
- ライオネル・バリモア - 役名不明
- M・W・レイル （M. W. Rale [16]） - Wong Lang Sin
- ジョージ・B・サイツ

以下アルファベット順
- ハワード・コディ （Howard Cody [17]） - 役名不明
- ポール・パンザー - 役名不明

## サブタイトル
各話のサブタイトル、公開日の一覧である。
1. 『拳骨 第一篇 酸化薬の一種』 The Clutching Hand （ 1914年12月29日、 1915年12月4日、 1916年3月[2]）
2. 『拳骨 第二篇 催眠剤』 The Twilight Sleep （ 1915年1月5日）
3. 『拳骨 第三篇 宝石の消失』 The Vanishing Jewels （ 同年1月12日）
4. 『拳骨 第四篇 氷結せし金庫』 The Frozen Safe （ 同年1月19日）
5. 『拳骨 第五篇 毒気の部屋』 The Poisoned Room （ 同年1月26日）
6. 『拳骨 第六篇 吸血鬼』 The Vampire （ 同年2月2日）
7. 『拳骨 第七篇 二つの陥牢』 The Double Trap （ 同年2月9日）
8. 『拳骨 第八篇 隠れたる声』 The Hidden Voice （ 同年2月16日）
9. 『拳骨 第九篇 殺戮放線』 The Death Ray （ 同年2月23日）
10. 『拳骨 第十篇 蘇生』 The Life Current （ 同年3月2日）
11. 『拳骨 第十一篇 午后三時』 The Hour of Three （ 同年3月9日）
12. 『拳骨 第十二篇 血晶』 The Blood Crystals （ 同年3月16日）
13. 『拳骨 第十三篇 偶像崇拝者』 The Devil Worshippers （ 同年3月23日）
14. 『拳骨 第十四篇 見覚え』 The Reckoning （ 同年3月30日）

## 関連事項
- ポーリンの危難
- 拳骨 (1915年の映画)
- 拳骨 (1915年の映画の続篇)
- 1916年の日本公開映画
- en:List of film serials
- en:List of film serials by studio

## 註
1. 1 2 3 4  The Exploits of Elaine, Internet Movie Database （英語）, 2010年7月15日閲覧。
2. 1 2 3 4 5  『20世紀アメリカ映画事典』、編・畑暉男、カタログハウス、2002年4月、ISBN 4905943507, p.42.
3. ↑  The Perils of Pauline - IMDb（英語）, 2010年7月15日閲覧。
4. ↑  『20世紀アメリカ映画事典』、p.51.
5. ↑  『20世紀アメリカ映画事典』、p.52.
6. ↑  『映画五十年史』、筈見恒夫、創元社、1951年、p.51.
7. ↑  The Exploits of Elaine, silentera.com （英語）, 2010年7月15日閲覧。
8. ↑  Archer Chadwick - IMDb（英語）, 2010年7月15日閲覧。
9. ↑  Arnold Daly - IMDb（英語）, 2010年7月15日閲覧。
10. ↑  Raymond Owens - IMDb（英語）, 2010年7月15日閲覧。
11. ↑  Edwin Arden - IMDb（英語）, 2010年7月15日閲覧。
12. ↑  Leroy Baker - IMDb（英語）, 2010年7月15日閲覧。
13. ↑  Bessie Wharton - IMDb（英語）, 2010年7月15日閲覧。
14. ↑  Robin H. Townley - IMDb（英語）, 2010年7月15日閲覧。
15. ↑  Floyd Buckley - IMDb（英語）, 2010年7月15日閲覧。
16. ↑  M.W. Rale - IMDb（英語）, 2010年7月15日閲覧。
17. ↑  Howard Cody - IMDb（英語）, 2010年7月15日閲覧。